# 北方町早日渡
北方町早日渡（きたかたまちはやひと）は、宮崎県延岡市の町名である。2025年１月1日現在、人口103人（男52人、女51人）、世帯数52世帯である。郵便番号は、882-0243、番地につく干支は「巳」である。

## 地理
延岡市の南西部、旧北方町の西部に位置する。五ケ瀬川右岸にあたり、町域を国道218号が通過する。
北を北方町八峡（午）、東を北方町蔵田（辰）・北方町上崎（辰）、南を東臼杵郡美郷町北郷黒木、西を北方町早中（巳）と接する。
かつては高千穂鉄道高千穂線が通過し、早日渡駅が設置されていた。

## 歴史

### 沿革
- 2007年3月31日 - 北方町が延岡市に編入。「巳」のうち、通称地名「早日渡下」をもって「北方町早日渡」が設置される。

## 小・中学校の学区
公立小・中学校の通学域は以下の通り。
小・中一貫校
- 延岡市立北方学園

## 交通

### 道路
- 国道218号（天馬大橋）

### バス
宮崎交通（高千穂線代替バス）：早日渡バス停

## 施設
- 高千穂鉄道高千穂線早日渡駅跡
- 道の駅北方よっちみろ屋